# Hüfingen

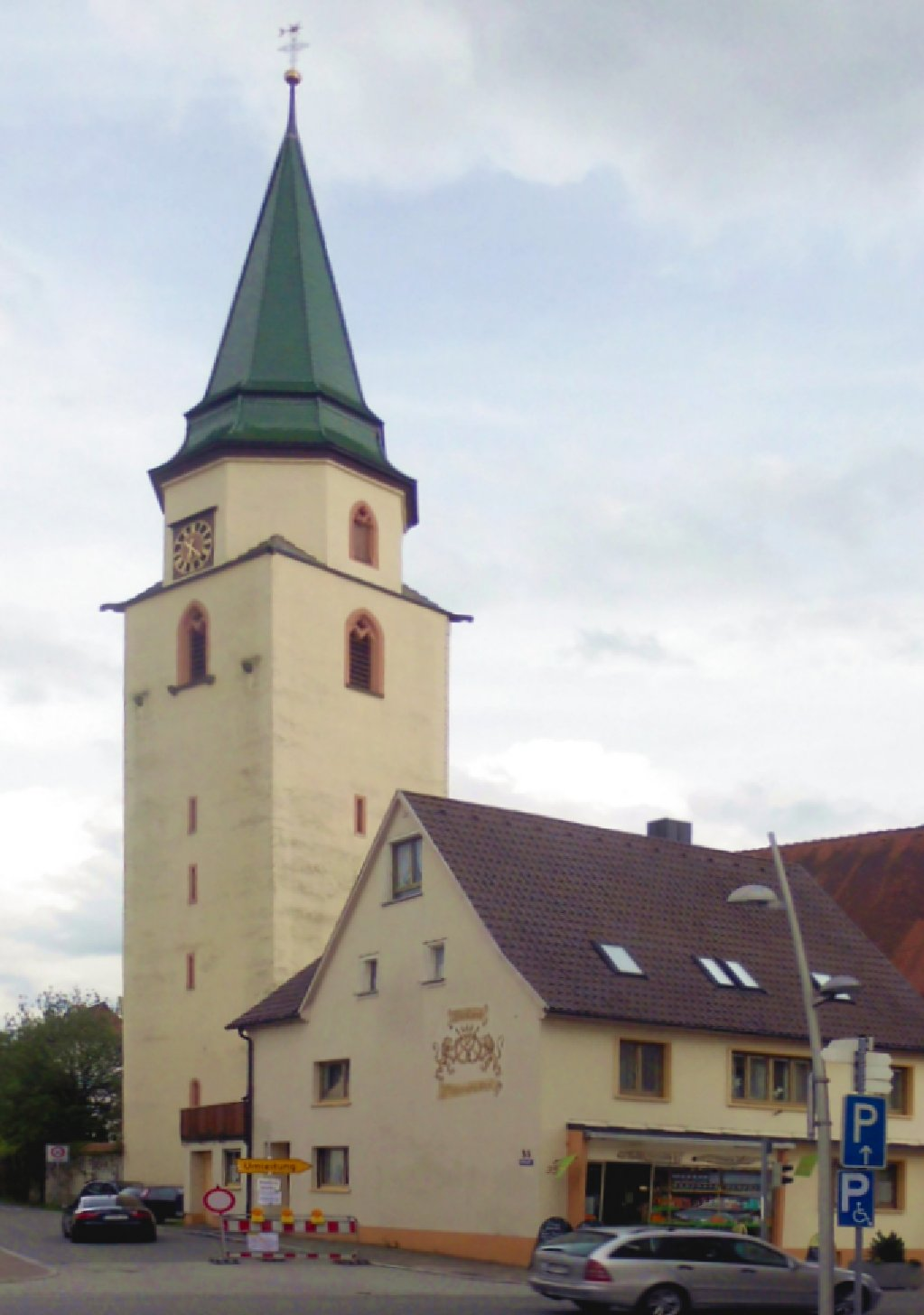
Die im 13. Jahrhundert erbaute katholische Kirche St. Verena und Gallus

Hüfingen ist eine Stadt im Schwarzwald-Baar-Kreis in Baden-Württemberg und staatlich anerkannter Erholungsort.

## Geographie

### Lage
Die Stadt liegt in 574 bis 917 Metern Höhe auf der Baarhochfläche am Ostrand des südlichen Schwarzwaldes im Tal der Breg, rund vier Kilometer südlich von Donaueschingen.

### Nachbargemeinden
Die Stadt grenzt im Norden an die Große Kreisstadt Donaueschingen, im Osten an die Stadt Geisingen im Landkreis Tuttlingen, im Süden an die Stadt Blumberg und die Gemeinde Wutach im Landkreis Waldshut sowie im Westen an die Städte Löffingen im Landkreis Breisgau-Hochschwarzwald und Bräunlingen.

### Stadtgliederung
Zur Stadt Hüfingen mit den früher selbstständigen Gemeinden Behla, Fürstenberg, Hausen vor Wald, Mundelfingen und Sumpfohren gehören die Stadt Hüfingen und zehn weitere Dörfer, Weiler, Höfe und Häuser. Zu den ehemaligen Gemeinden Behla, Hausen vor Wald und Sumpfohren gehören jeweils nur die gleichnamigen Dörfer. Zur ehemaligen Gemeinde Fürstenberg gehören das Dorf Fürstenberg und der Weiler Schächer. Zur Stadt Hüfingen in den Grenzen vor der Gemeindereform der 1970er Jahre gehören die Stadt Hüfingen und die Höfe Lehrhof, Oberer Schosenhof und Unterer Schosenhof. Zur ehemaligen Gemeinde Mundelfingen gehören das Dorf Mundelfingen und der Wohnplatz Jungviehweide.
Im Stadtteil Behla oder im Stadtteil Hausen vor Wald liegt wahrscheinlich die Wüstung Uaganesheim. Im Stadtteil Hüfingen oder Sumpfohren liegt die Wüstung Riedhausen, im Stadtteil Mundelfingen liegt der Burgstall Hardeck.
Zu Hüfingen gehört auch der komplett von der restlichen Gemarkung getrennte Obere Wald (westlich von Mistelbrunn) bei Waldhausen, der von den Gemarkungen Allmendshofen, Mistelbrunn, Bräunlingen und Kohlwald vollständig umschlossen ist.

### Schutzgebiete
In Hüfingen liegen das Naturschutzgebiet Deggenreuschen - Rauschachen und ein kleiner Teil des Natur- und Landschaftsschutzgebiets Wutachschlucht. Darüber hinaus hat Hüfingen Anteil am Landschaftsschutzgebiet Achdorfer Tal, Buchberg und Mundelfinger Viehweide. Zudem hat Hüfingen Anteil an den FFH-Gebieten Baar, Eschach und Südostschwarzwald, Wutachschlucht, Blumberger Pforte und Mittlere Wutach und Südliche Baaralb sowie an den Vogelschutzgebieten Wutach und Baaralb, Baar und durch die Exklave Oberer Wald auch am Vogelschutzgebiet Mittlerer Schwarzwald. Hüfingen liegt zudem im Naturpark Südschwarzwald.

## Geschichte

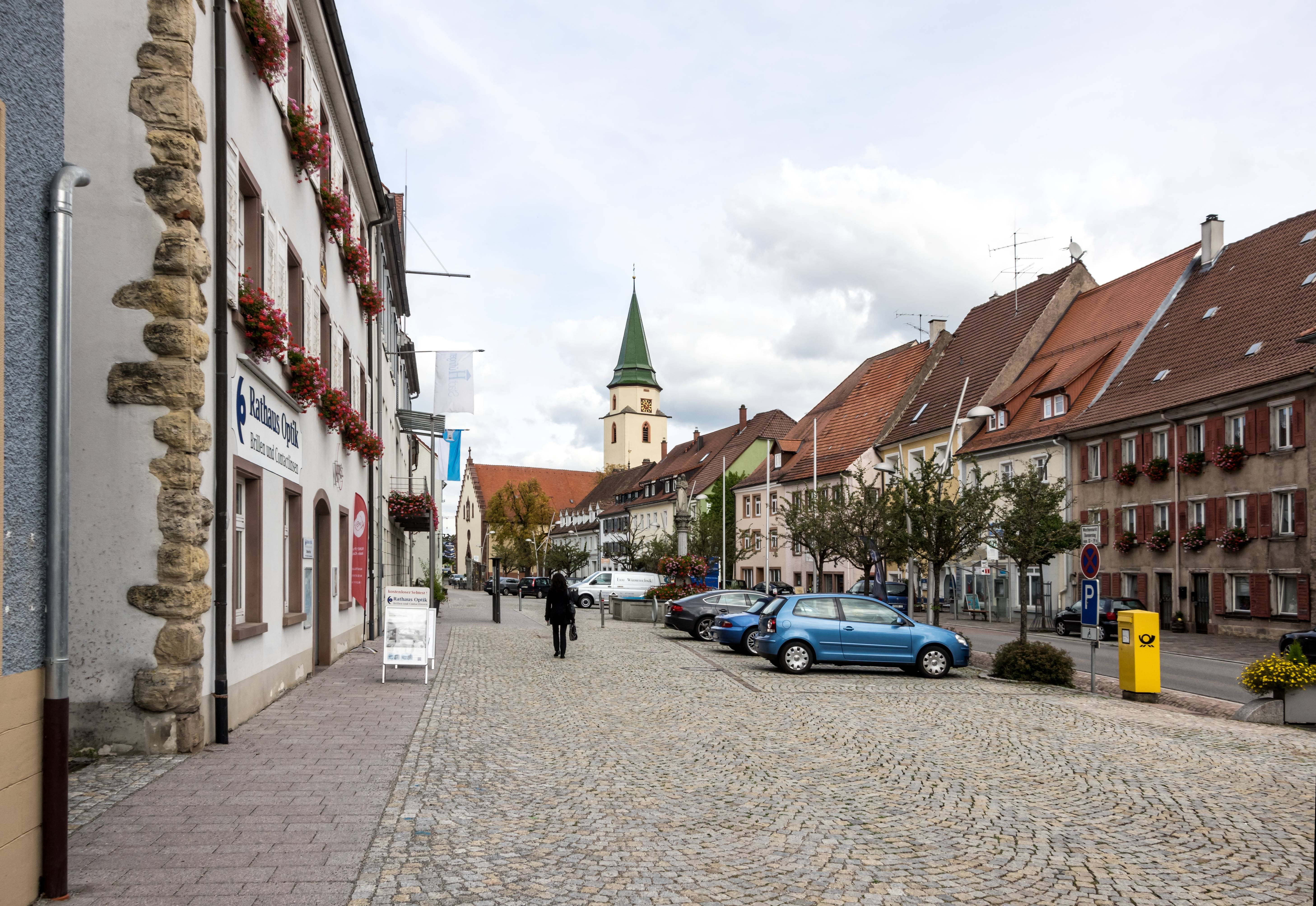
Hauptstraße in Hüfingen

### Bis zum 19. Jahrhundert
Die frühesten archäologischen Funde auf der Gemarkung Hüfingen stammen aus der Bronzezeit. Vermutet wird eine frühe keltische Besiedlung, die von den Römern übernommen wurde. Diese errichteten im frühen 1. Jahrhundert n. Chr. im Gewann Höhlenstein das Kastell Brigobannis, zu dem auch eine Badeanlage gehörte, die noch heute als „Römerbadmuseum“ zu besichtigen ist. Nach dem Rückzug der römischen Legionen besiedelten die Alamannen das Gebiet des heutigen Hüfingen. Aus dieser Zeit wurden mehrere große Gräberfelder entdeckt.
Der Name Hüfingen findet erstmals 1083 eine urkundliche Erwähnung. Die Besiedlung ging von einer Burg aus, um die sich eine kleine Burgstadt bildete. Außerhalb der Burgmauer entstand das Dorf Hüfingen, das aus einzelnen Gehöften bestand. 1274 tritt das Adelsgeschlecht der Herren von Blumberg als Besitzer Hüfingens urkundlich auf. 1382 oder 1383 ging der Besitz an die Herren von Schellenberg über. Burg, Stadt und Dorf wurden zu einer städtebaulichen Einheit verbunden, welche noch heute die Struktur der Altstadt bildet. In späteren Urkunden ist jedoch immer wieder von den „zwei Städten Hüfingen“ die Rede: der eigentlichen Burgstadt (heute Hinterstadt genannt) und der in die befestigte Stadtanlage integrierten dörflichen Siedlung (die heutige Vorderstadt mit der Hauptstraße als Zentrum). Damals besaß jeder Stadtteil sein eigenes Schloss. Das Vordere Schloss wurde 1712 abgerissen und neuaufgebaut. In ihm befindet sich heute das Fürstlich Fürstenbergische Altenpflegeheim.
Im Jahre 1480 stifteten Ritter Konrad III. von Schellenberg und sein Bruder Burkhard III. von Schellenberg gemeinsam mit dem Schultheißen, dem Rat der Stadt und den Hüfinger Handwerksleuten die Unserer-lieben-Frauen-Bruderschaft und große Jahrzeit, welche bis ins 18. Jahrhundert hinein sowohl im kirchlichen als auch im kommunalen Leben von Hüfingen eine große Rolle spielte.
1620 ging Hüfingen an die Grafen von Fürstenberg über, die Hüfingen zur Oberamtsstadt und damit zu einem wichtigen Verwaltungszentrum ihres Territoriums ausbauten.
Am 15. Oktober 1632 fand die Metzelei zu Hüfingen statt. Im Ort und in Nachbarorten wurden 200 Menschen brutal erschlagen. Kommandant der Schweden und Württemberger sowie 300 französischer Söldner war Konrad Rehlinger oder sein jüngerer Bruder Marx Rehlinger (Söhne des Konrad Marx Rehlinger) unter dem Oberst im Hegau Patrick Ruthven.
Hüfingen war 1631/32 von Hexenverfolgungen betroffen. Acht Frauen und ein Mann gerieten in einen Hexenprozess. Mindestens acht Personen wurden hingerichtet. Das bekannteste Opfer war der Hüfinger Notar und Richter Mathias Tinctorius.
In den Koalitionskriegen unter Napoleon (1792–1815) hatte auch Hüfingen unter den Kriegshandlungen zu leiden. Im ersten Koalitionskrieg kam es im Sommer 1796 zu einer Einquartierung französischer Truppen unter General Tharreau. Am 31. Juli 1796 entging die Stadt nur knapp einer Brandschatzung. Die Franzosen forderten von den Bürgern der Stadt 200 Louisdor (entsprechend ca. 66 000 bis 88 000 Euro), die aber in der Kürze der Zeit nicht vollständig aufgebracht werden konnten. Nur der kurzfristige Befehl zum Weitermarsch durch die französische Kriegsführung verhinderte die angedrohte Brandschatzung.
Nachdem 1806 die Fürstenberger ihre staatliche Selbständigkeit verloren, wurde Hüfingen Sitz eines Bezirksamtes des Großherzogtums Baden. Diesen Status behielt die Stadt bis Mitte des 19. Jahrhunderts.

### 20. Jahrhundert
Ab 1935 befand sich in Hüfingen das Reichsarbeitsdienst-Lager der Abteilung 2/263 Heinrich von Fürstenberg, das sich zuvor in Pfohren bzw. Donaueschingen befunden hatte.
Zum Ende des Zweiten Weltkrieges wurde Hüfingen mehrmals bombardiert. Im Februar und März 1945 kam es zu insgesamt fünf Luftangriffen mit 98 Sprengbomben und über 200 Brandbomben. Dabei verloren 25 Menschen ihr Leben. 263 Gebäude wurden beschädigt oder zerstört. Der später bezifferte Gesamtschaden wurde mit über 1,2 Millionen Reichsmark angegeben. Berühmtester Augenzeuge der Bombenangriffe war der Philosoph Martin Heidegger. Heideggers Schwester Marie war in Hüfingen mit dem Bezirkskaminfegermeister Rudolf Oschwald verheiratet, sodass Martin Heidegger öfters in Hüfingen zu Besuch war, so auch im Februar 1945. In einem Brief an seine Frau Elfriede schrieb er aus Hüfingen, drei Wochen bevor die Stadt von den ersten Bomben getroffen wurde:
„Hier sind die Tiefflieger vormittags und nachmittags u. werfen ihre Bomben; man kehrt sich nicht allzusehr darum ... So ein Leben hier ist wenig anstrengend u. fast noch behäbig zu nennen.“  (2. Februar 1945)

### Eingemeindungen
Im Zuge der Gemeindegebietsreform in Baden-Württemberg wurden folgende Städte und Gemeinden nach Hüfingen eingemeindet:
- 1. April 1970: Sumpfohren
- 1. Dezember 1971: Stadt Fürstenberg[13]
- 1. Januar 1972: Behla[13]
- 1. März 1972: Hausen vor Wald[13]
- 1. Januar 1975: Mundelfingen[14]

Sowohl Hüfingen als auch die Stadtteile gehörten bis zum 31. Dezember 1972 zum Landkreis Donaueschingen.

## Religionen

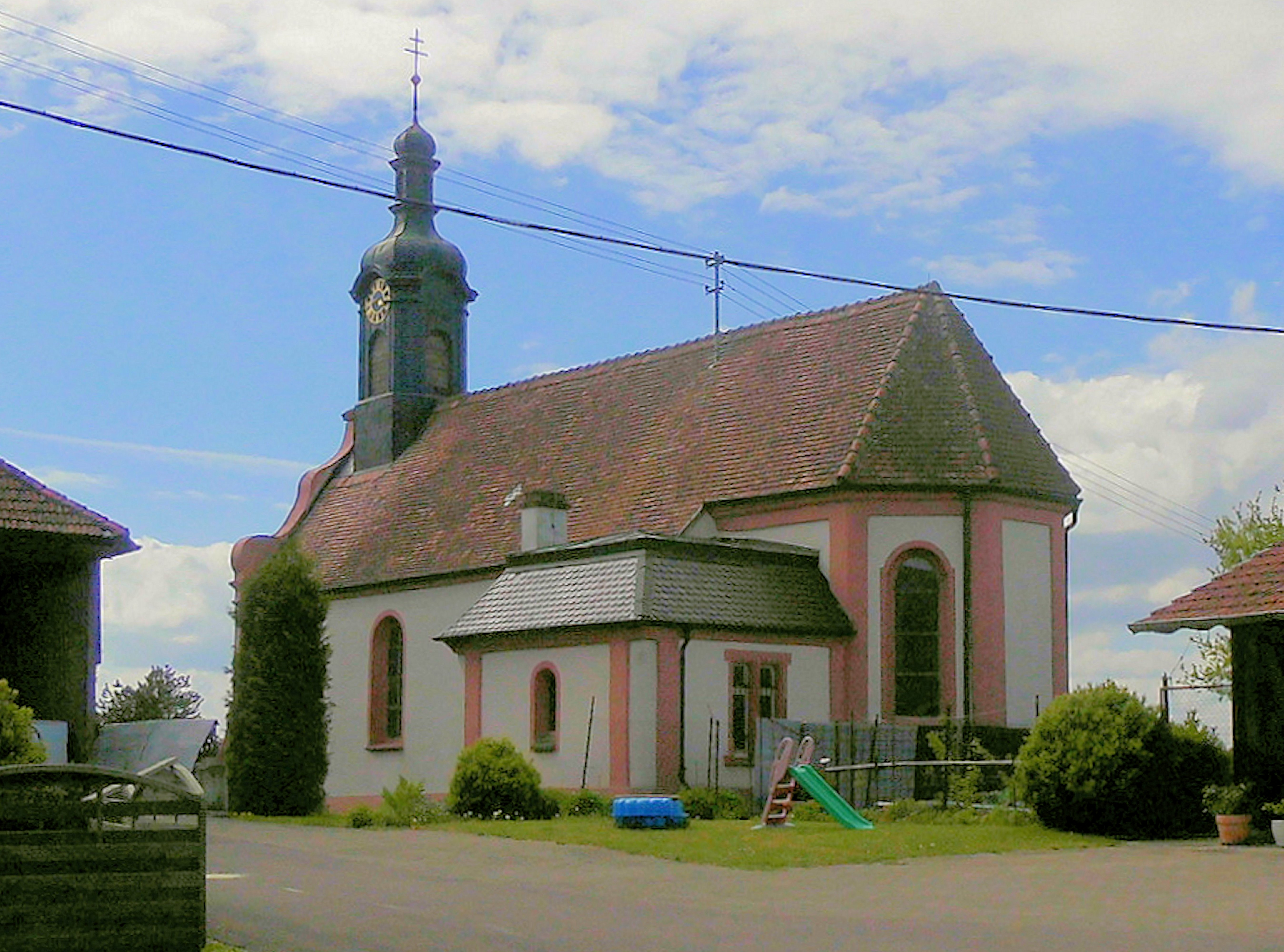
Kirche St. Georg in Behla

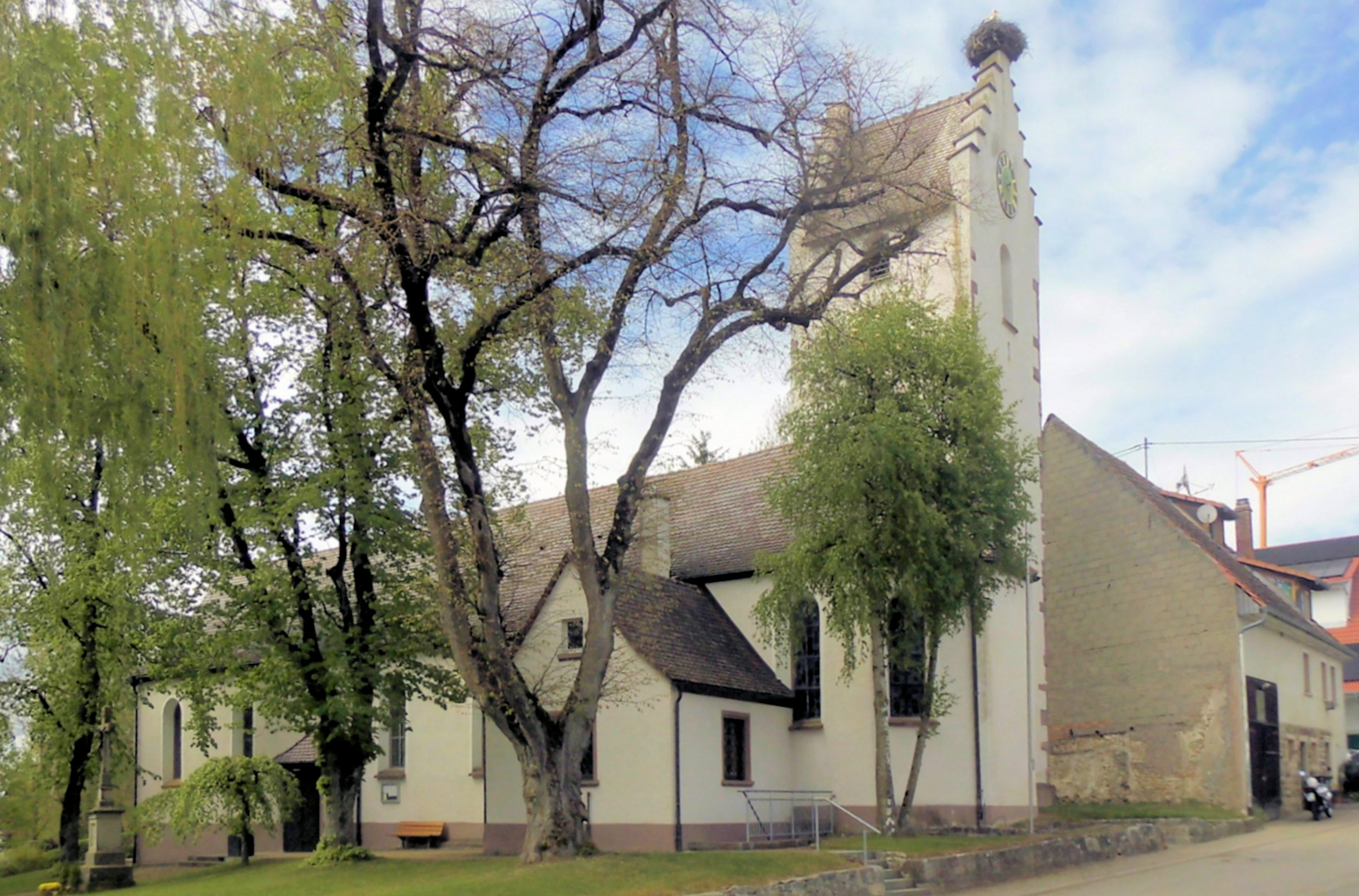
Kirche St. Silvester im Sumpfohren

Hüfingen blieb auch nach der Reformation vorwiegend römisch-katholisch geprägt. In der Stadt gibt es heute noch sieben katholische Kirchen. Aber auch die wenigen evangelischen Christen verfügen mit der Friedenskirche über ein eigenes Gotteshaus.
Die türkischen Muslime Hüfingens verfügen über zwei Moscheen: die Mescidi Aksa Camii (DİTİB) und die Tuna Camii/Donau Moschee (Milli Görüş).

## Politik

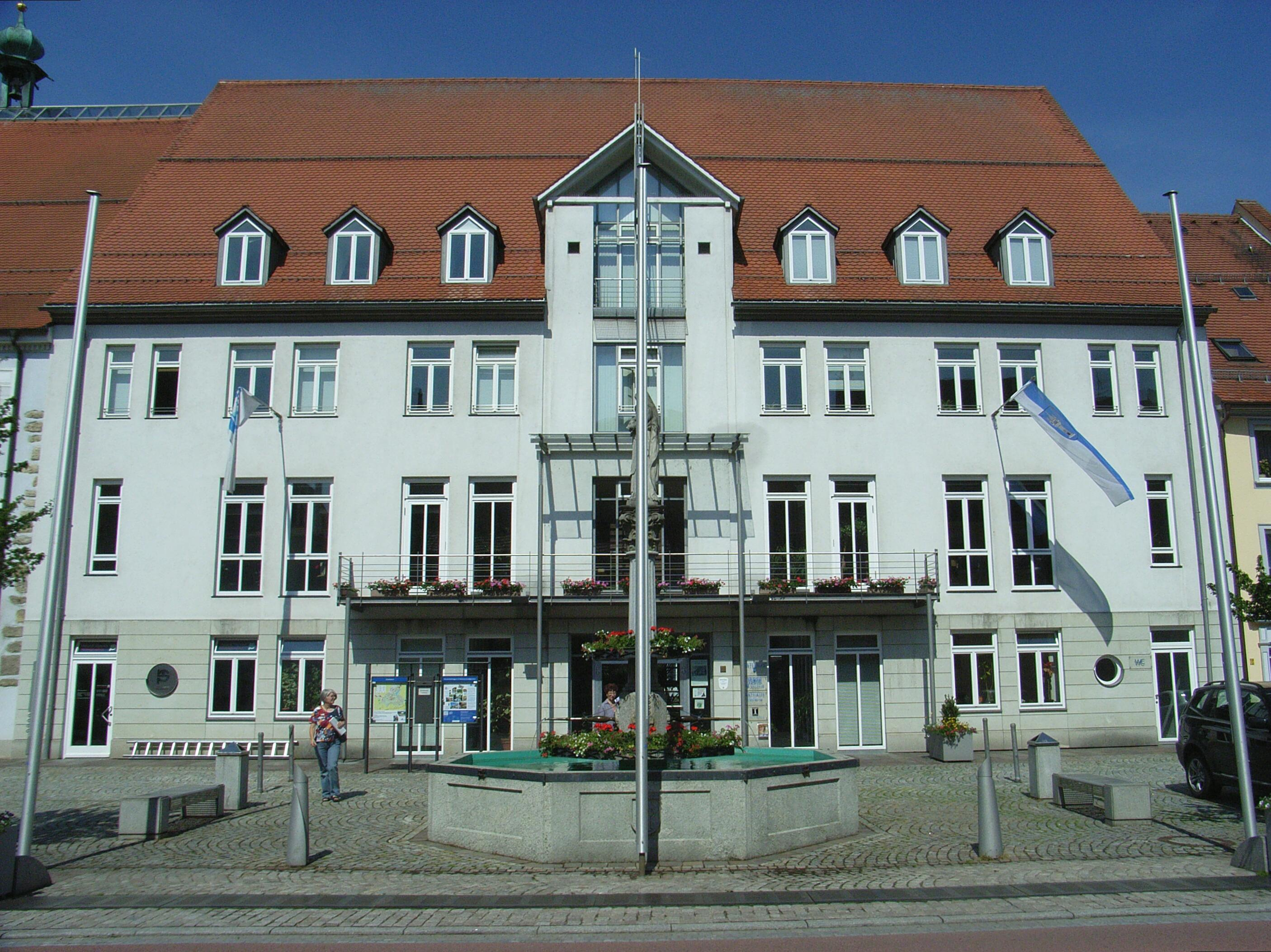
Rathaus Hüfingen

### Gemeinderat
Die Gemeinderatswahl am 26. Mai 2019 führte bei einer Wahlbeteiligung von 61,7 % (* 8,0 %p) zu folgendem Ergebnis::
| Partei / Liste                      | Stimmenanteil | +/− %p | Sitze | +/− |
| CDU                                 | 35,6 %        | − 8,5  | 6     | − 2 |
| SPD                                 | 25,4 %        | − 3,5  | 5     | ± 0 |
| FW/FDP/UWV                          | 21,2 %        | − 1,5  | 4     | ± 0 |
| Grüne                               | 9,6 %         | + 9,6  | 2     | + 2 |
| Grüne Liste Hüfingen                | –             | − 4,3  | –     | − 1 |
| Bürgerforum Starke Ortsteile (BFSO) | 8,2 %         | + 8,2  | 1     | + 1 |

+/– : Differenz zur Gemeinderatswahl am 25. Mai 2014

### Schultheißen (bis 1809) und Bürgermeister (ab 1826)
- 1308–1320: Heinrich der Schultheiß[16]
- 1363: Cuonttzen von Buoch
- 1444: Hans Scherer genannt Haber
- 1462–1468: Hainrich Mayger
- 1475: Banntle Böringer
- 1479–1484: Conrad Scherer der Jüngere
- 1492–1502: Hans Schmit
- 1502–1515: Michel Schuhmacher
- 1531–1539: Mathes Lutz
- 1543–1567: Urban Sparrenmaier
- 1603–1613: Johann Löw
- 1620–1631: Hanns Michael Roth
- 1641–1654: Felix Wiehl
- 1654–1656: Christian Roth
- 1656–1658: Martin Fritschi
- 1658–1675: Hans Jacob Ribola
- 1675–1702: Johann Christoph Ribola
- 1703–1708: Stelle vakant
- 1709–1715: Hans Caspar Fränkle
- 1715–1726: Franz Gästle / Johannes Scherer
- 1726–1750: Johann Georg Fränklin
- 1751–1757: Franz Xaver Mayer
- 1759–1766: Mathias Schelble
- 1766–1770: Christoph Ambrosi
- 1770–1772: Franz Joseph Laba
- 1773–1790: Franz Joseph Troll
- 1793–1802: Sebastian Fritschi
- 1803–1809: Xaver Stuckle
- 1809–1826: unbekannt
- 1826–1831: Josef Burkhard
- 1831–1837: Johann Baptist Neukum
- 1837–1840: Fidel Ganter
- 1840–1848: Josef Hug
- 1848–1849: Jakob Häfele
- 1849–1852: Johannes Neukum[17]
- 1852–1854: Matthias Fischerkeller
- 1854–1863: Johannes Ev. Neukum[17]
- 1863–1887: Jakob Bausch
- 1887–1899: Julius Faller
- 1899–1908: Wilhelm Krausbeck
- 1908–1919: Josef Bausch
- 1919–1933: Matthäus Metzger
- 1933–1937: Philipp Frank
- 1937–1945: Rudolf Müller
- 1945–1946: Matthäus Metzger
- 1946–1955: Richard Fischer
- 1955–1963: Rudolf Müller[18]
- 1963–1989: Max Gilly
- 1989–2016: Anton Knapp[19]
- 2016–2024: Michael Kollmeier
- seit 2024: Patrick Haas

Bei der Bürgermeisterwahl am 30. Juni 2024 wurde Patrick Haas mit 61,3 Prozent der Stimmen zum Bürgermeister gewählt; Amtsinhaber Kollmeier erhielt lediglich 10,3 Prozent der Stimmen. Haas trat das Amt am 1. August 2024 an.

### Wappen
Die Stadtfarben sind Blau-Weiß.
| Wappen der Stadt Hüfingen | Blasonierung: „In Blau ein schwebender, gemauerter, spitzbedachter silberner (weißer) Torturm mit zwei Erkertürmchen.“ |
| Wappen der Stadt Hüfingen | Wappenbegründung: Die Siegelführung beginnt nach der Stadtrechtsvereinbarung von 1452; Abdrucke sind seit 1460 nachweisbar. Vom ältesten Typar an zeigen alle Siegel – der Stempel von 1653 befindet sich noch im Besitz der Stadt – und sonstigen Wappendarstellungen den Turm in wechselnder Gestalt. Er stellt vermutlich einen Turm der ehemaligen Stadtbefestigung oder der zu Anfang des 18. Jahrhunderts abgerissenen Burg dar. Die nicht einheitlich überlieferte Tingierung des Wappens wurde 1903 festgelegt. |

Wappen der eingemeindeten Städte und Gemeinden

Behla
Fürstenberg
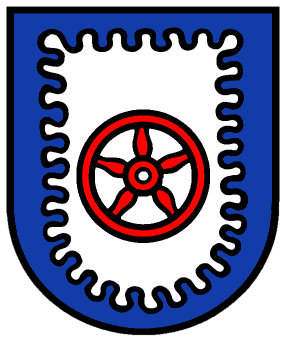
Hausen vor Wald
Mundelfingen
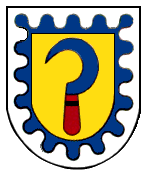
Sumpfohren

### Städtepartnerschaften

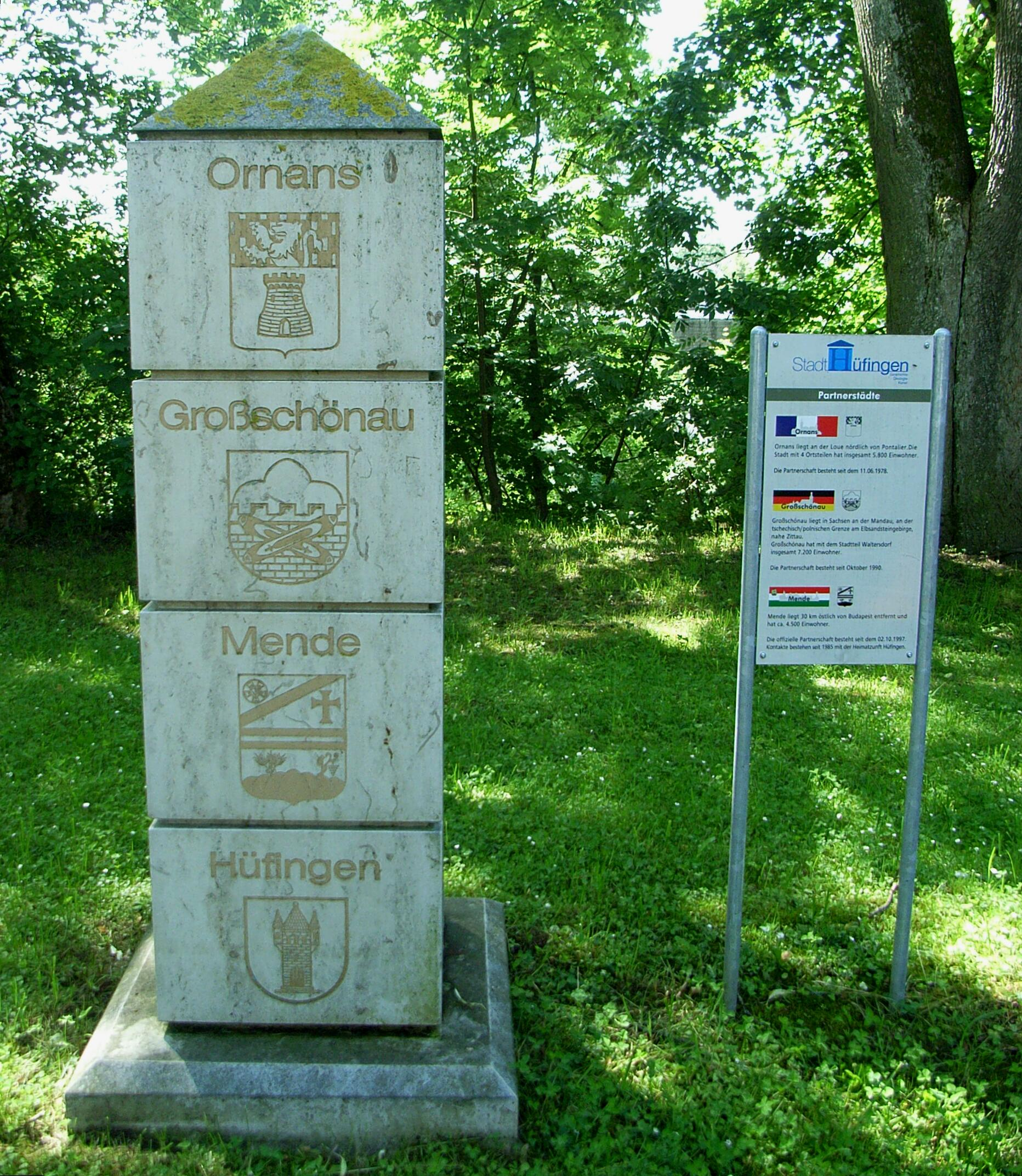
Informationsstele und -tafel zu den Städtepartnerschaften

Hüfingen unterhält partnerschaftliche Beziehungen zu
- Ornans in Frankreich seit 1978
- Großschönau in Sachsen seit 1990
- Mende in Ungarn seit 1997

## Kultur und Sehenswürdigkeiten
Die Heimattage Baden-Württemberg fanden 2012 im Städtedreieck Donaueschingen/Bräunlingen/Hüfingen statt.

### Sport
In Hüfingen sind sowohl der TUS Hüfingen als auch der FC Hüfingen aktiv.

### Museen
- Römerbadmuseum (siehe auch separaten Artikel Kastell Hüfingen)
- Stadtmuseum für Kunst und Geschichte
- Schulmuseum

### Musik
- Stadtmusik Hüfingen
- Hüfinger Vokalkreis – Singing Voices e. V.

### Bauwerke
- Katholische Stadtkirche St. Verena und Gallus
- Lorettokapelle
- Oberes Schloss (heute Altenpflegeheim)
- Fernmeldeturm Hüfingen
- Burgruine Fürstenberg
- St. Leonhard (Hüfingen)

### Brauchtum

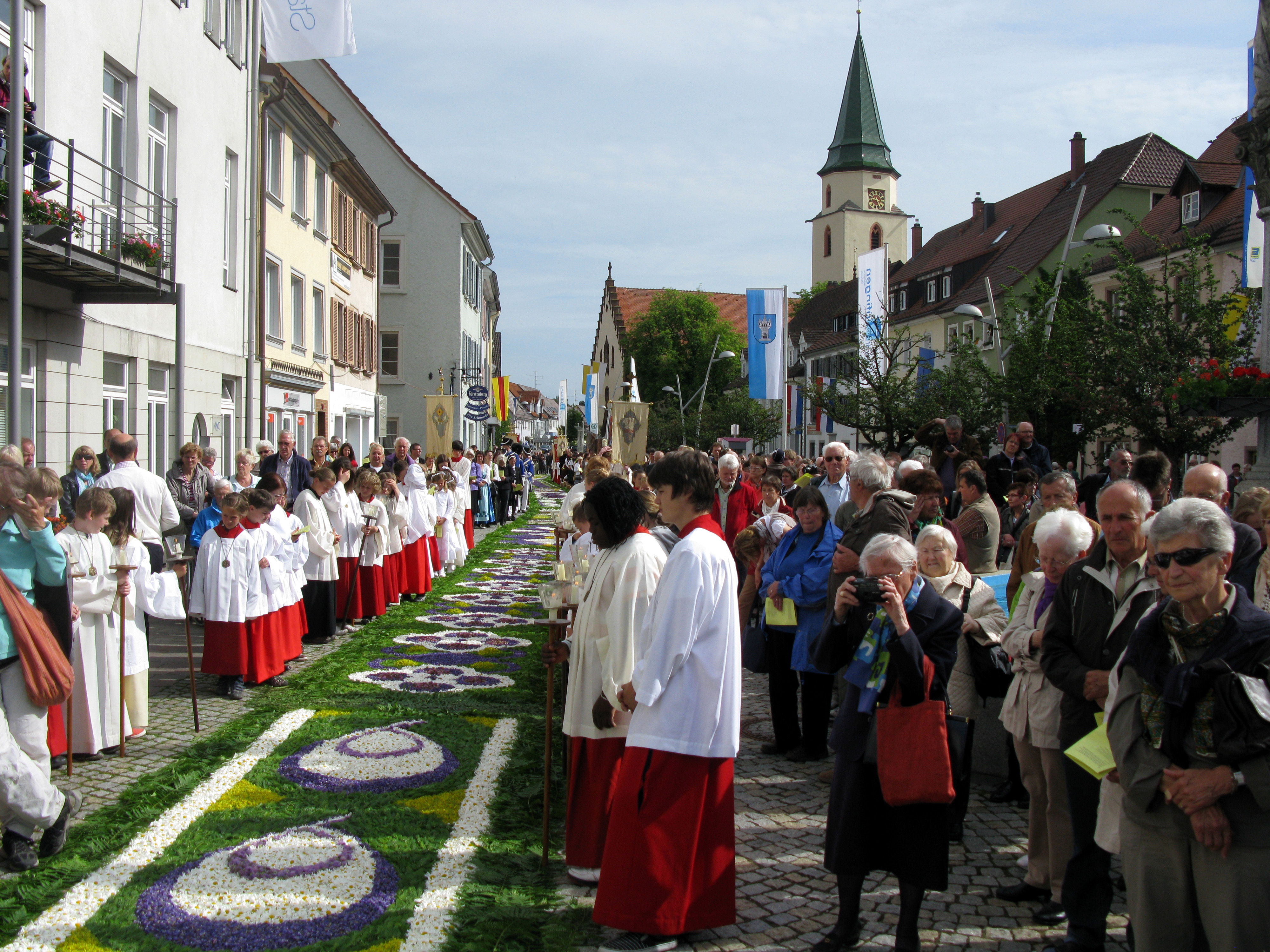
Fronleichnam

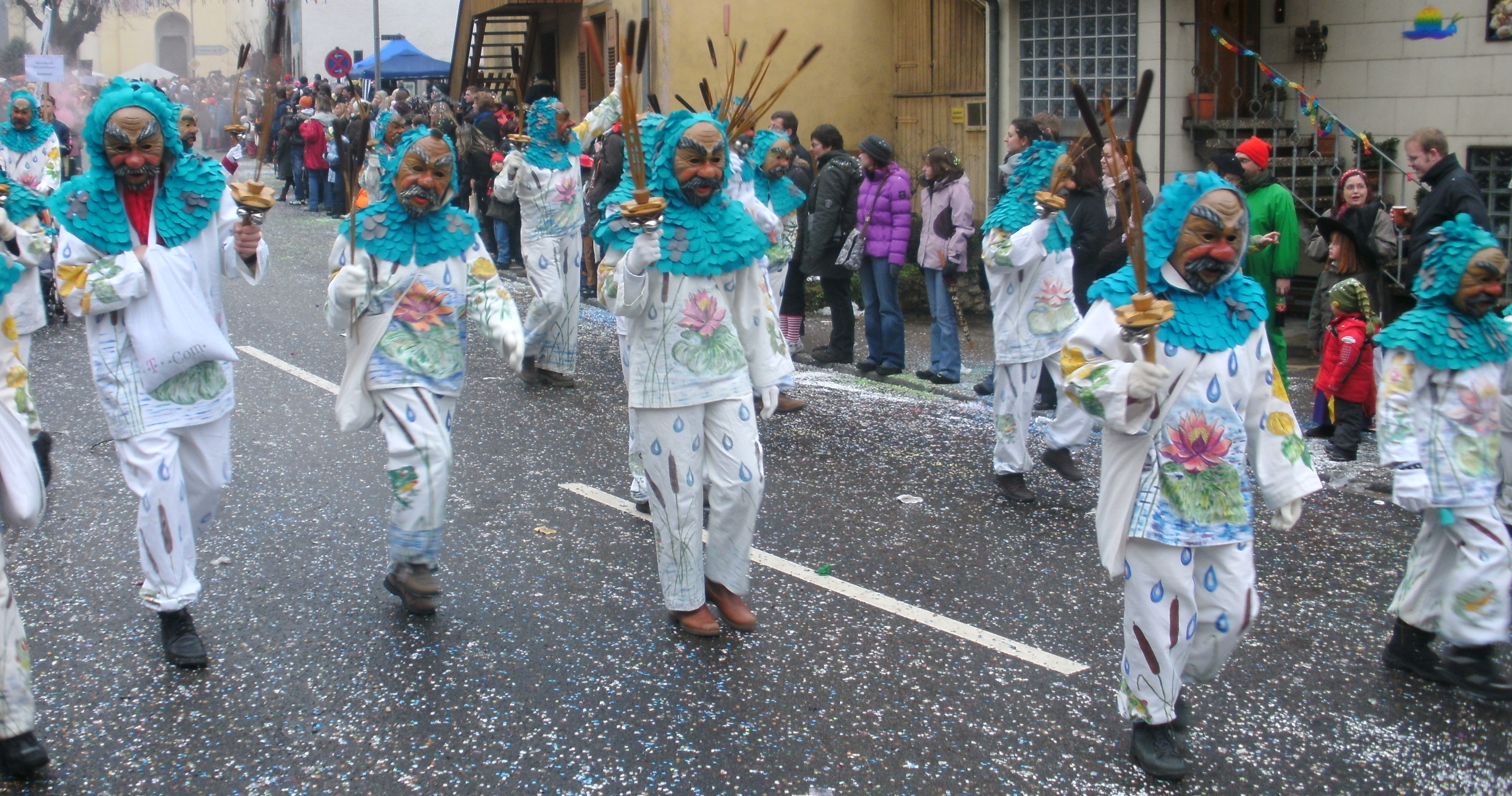
Wetti-Geister der Wetti-Zunft Behla

Hüfingen ist bekannt für seine Blumenteppiche am Fronleichnamstag. Bereits seit 1842 besteht diese Tradition, nachdem der Hüfinger Bildhauer Franz Xaver Reich (1815–1881) den Brauch aus Italien mitgebracht hatte. Die Teppiche werden von den Einwohnern am Fronleichnamstag morgens ab 4 Uhr gelegt und bleiben den ganzen Tag über liegen, um auch auswärtigen Besuchern die Gelegenheit zu geben, diese besonderen Teppiche anzusehen. Insgesamt bedecken die Bildteppiche aus Blüten mit religiösen Motiven eine Fläche von etwa 750 Quadratmetern. Das durchgehend fast 500 Meter lange und 1,80 m breite Band aus Wiesenblumen kann allerdings nur in Jahren mit günstiger Vegetation gelegt werden.
Hüfingen zählt zu den traditionsreichen Orten der Schwäbisch-Alemannischen Fastnacht. Die Narrenzunft ist Gründungsmitglied der Vereinigung Schwäbisch-Alemannischer Narrenzünfte; die Hauptfigur ist der „Hansel“, ein Weißnarr mit kunstvoll bemaltem Gewand (Narrenhäs). Als „Erznarr“ gilt bei der Hüfinger Fasnet der „Baptistle“, eine Einzelfigur mit Flickengewand und umgehängtem Fenster.

## Wirtschaft und Infrastruktur

### Verkehr

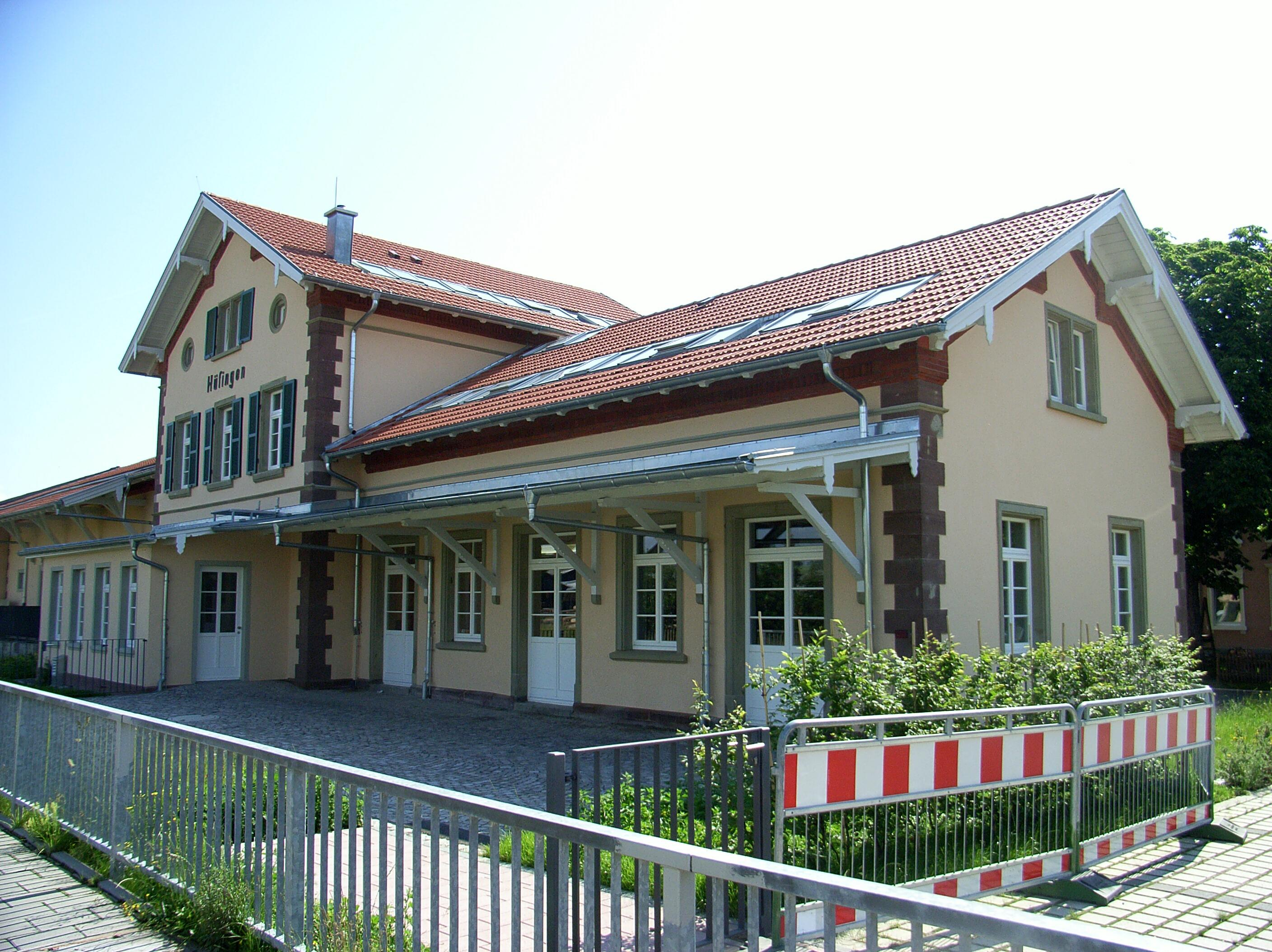
Bahnhof Hüfingen

#### Bahnverkehr
Hüfingen liegt an der Höllentalbahn von Donaueschingen nach Freiburg im Breisgau und war bis 2019 auf dieser Strecke Halt der im Zwei-Stunden-Takt verkehrenden Regional-Express-Züge von Neustadt (Schwarzwald) über Donaueschingen nach Ulm; seit dem 15. Dezember 2019 hält hier stündlich die S-Bahn-Linie von Breisach über Freiburg im Breisgau nach Villingen. In Hüfingen zweigt darüber hinaus die Bregtalbahn nach Bräunlingen ab, die früher sogar bis Furtwangen reichte. 2003 wurde diese Strecke im Zuge des Ringzug-Konzepts reaktiviert. Hüfingen erhielt dadurch einen neuen, näher an der Ortsmitte liegenden Bahn-Haltepunkt, an dem sowohl die Züge von Breisach nach Villingen als auch die Ringzüge halten. Seit 2003 verbindet der Ringzug Hüfingen werktäglich stündlich mit Bräunlingen, Donaueschingen und dem Oberzentrum Villingen-Schwenningen. Hüfingen besitzt mit seiner Kombination aus S-Bahn und Ringzug einen guten Anschluss an den Schienenverkehr. Den ÖPNV gewährleistet der Verkehrsverbund Schwarzwald-Baar.

#### Radverkehr
Durch Alltagsrouten aus dem Radnetz Baden-Württemberg ist Hüfingen
- mit Donaueschingen,
- über Bräunlingen und an Löffingen vorbei mit Titisee-Neustadt
- über den Ortsteil Behla und die Nachbarstadt Blumberg (Riedböhringen und über Zollhaus an der Kernstadt vorbei) mit Schaffhausen verbunden.

Durch die Stadt verläuft als Landes-Radfernweg außerdem der Heidelberg-Schwarzwald-Bodensee-Radweg. Er führt von Heidelberg nach Radolfzell und verläuft von Rottweil kommend über Schwenningen und Donaueschingen nach Hüfingen und über die Ortsteile Sumpfohren, Fürstenberg und Blumberg (Ortsteil Hondingen) Richtung Tengen und Singen am Hohentwiel.

#### Fernstraßen
Durch die Bundesstraßen 27 (Blankenburg–Lottstetten), 31 (Breisach–Sigmarszell) und 33 (Willstätt–Ravensburg) ist Hüfingen mit dem überregionalen Straßennetz verbunden.

### Bildung
Mit der Lucian-Reich-Schule besteht in Hüfingen eine Grund- und Hauptschule mit Werkrealschule. Ab dem Schuljahr 2013/2014 wurde zunächst in den 5. Klassen die Gemeinschaftsschule eingeführt. Mit jedem folgenden Schuljahr wird die Gemeinschaftsschule eine weitere Klassenstufe umfassen, in gleichem Maße verringert sich die Zahl der Klassenstufen im Werkrealschulmodell. Ab Schuljahr 2018/2019 werden alle Klassen als Gemeinschaftsschule geführt. Außerdem gibt es mit der Schellenbergschule im Ortsteil Hausen vor Wald eine weitere Grundschule. Für die jüngsten Einwohner bestehen 2 Kindertagesstätten und 4 Kindergärten.

## Persönlichkeiten

### Ehrenbürger
- Fidelis Würth, Physikus in Hüfingen[25]
- Hermann Kast (1888–1967), Leiter der Jugendhilfeeinrichtung Mariahof
- Karl Bromberger (1873–1965), Unternehmer
- Gottfried Schafbuch (1898–1984), Hüfinger Ratsschreiber und Heimatdichter
- Max Gilly (1921–2008), langjähriger Bürgermeister
- Eva von Lintig (1931–2023), langjährige Stadträtin, Trägerin des Bundesverdienstkreuzes
- Anton Knapp (* 1948), langjähriger Bürgermeister[26]

### Söhne und Töchter der Stadt
- Hieronymus Lang (1540–1582), Glasmaler, tätig in Schaffhausen
- Hans von Schellenberg (1552–1609), Gutsbesitzer und Gelehrter
- Anton Luz (1737–1801), Reichsprälat, Abt von Kloster Kreuzlingen[27]
- Aloys Hirt (1759–1837), Archäologe
- Lucian Reich (Vater) (1787–1866), Oberlehrer
- Johann Nepomuk Schelble (1789–1837), Musiker, Komponist und Pädagoge
- Franz Xaver Reich (1815–1881), Bildhauer
- Lucian Reich (Sohn) (1817–1900), Maler und Schriftsteller
- Johann Nepomuk Heinemann (1817–1902), Lithograph und Photograph
- Rudolf Gleichauf (1826–1896), Historienmaler
- Anna Zeiser geb. Maier (1861–1947), erste Stadträtin in Bruchsal, nach ihr ist eine Straße in Bruchsal benannt[28]
- Rudolf Brugger (1862–1930), Sanitätsoffizier
- Willibald Strohmeyer (1877–1945), katholischer Geistlicher
- Paul Revellio (1886–1966), Stadtarchivar und Heimatforscher
- Bertold Hummel (1925–2002), Komponist Neuer Musik
- Alexander Siegmund (* 1968), Professor für geographische Fachdidaktik an der PH Heidelberg

### Personen die mit der Stadt in Verbindung stehen
- Mathias Tinctorius (vor 1600–1632), Notar und Richter, wurde in einem Hexenprozess hingerichtet
- Franz Joseph Salzmann (1724–1786), Architekt und Baumeister
- Johann Baptist Seele (1774–1814), Hofmaler, verbrachte seine Kindheit in Hüfingen und hat später das Hochaltarbild in der Stadtkirche Hüfingen geschaffen[29]
- Carl Friedrich Sandhaas (1801–1859), Maler und Zeichner[30]
- Erwin Sumser (1891–1961), Arzt und Pionier des Naturschutzes
- Emil Kiess (* 1930), Maler, lebt und arbeitet im Hüfinger Ortsteil Fürstenberg
- Heinz Ludwig Pistol (1940–2009), Bildhauer, Zeichner und Architekt